# Вольфсбург-Ункерода
Вольфсбург-Ункерода (нім. Wolfsburg-Unkeroda) — громада в Німеччині, розташована в землі Тюрингія. Входить до складу району Вартбург.
Площа — 9,04 км2. Населення становить Невірний параметр metadata 16 063 089 ос. (станом на 31 грудня 2021).